# Lisie Pola
Lisie Pola – kolonia wsi Lisie Pole w Polsce, położona w województwie zachodniopomorskim, w powiecie gryfińskim, w gminie Chojna.
W latach 1975–1998 kolonia administracyjnie należała do województwa szczecińskiego.